# HD 123977
HD 123977，又名BD+60 1516，SAO 29019、HR 5302，是一颗恒星，视星等为6.46，位于銀經105.75，銀緯55.14，其B1900.0坐标为赤經14h 5m 40.1s，赤緯+59° 55.14′ 41″。